# Theo James
Theodore Peter James Kinnaird Taptiklis, noto semplicemente come Theo James (Oxford, 16 dicembre 1984), è un attore e modello britannico naturalizzato statunitense.
Noto per aver recitato nella parte di Jed Harper nella serie televisiva inglese I fantasmi di Bedlam (Bedlam), in quella di Walter William Clark Jr. in Golden Boy e soprattutto per aver interpretato Tobias "Quattro" Eaton nella saga Divergent. Nel 2022 ha recitato nella seconda stagione della serie televisiva The White Lotus, per la quale si è aggiudicato uno Screen Actors Guild Award e ha ricevuto la candidatura al Premio Emmy nella sezione migliore attore non protagonista in una serie drammatica.

## Biografia
Di origine greca da parte paterna, è il figlio di Philip Taptiklis, uomo d'affari e di Jane Martin, che in passato lavorò per il National Health Service.
Nato a Oxford, ha frequentato l'Università di Nottingham e conseguito la laurea in filosofia. Successivamente ha frequentato la Bristol Old Vic Theatre School.
Oltre ad essere attore, è stato cantante e chitarrista nella band londinese degli Shere Khan. Il gruppo ha annunciato su Facebook il suo scioglimento il 22 novembre 2012.
James è impegnato in una relazione con l’attrice irlandese Ruth Kearney dal 2009. I due si sono conosciuti alla Bristol Old Vic Theatre School.
Si sono sposati a Londra il 25 Agosto 2018.
La coppia ha due figli, una figlia nata nel 2021 e un figlio nato nel 2023, di cui non hanno divulgato i nomi.

### Carriera
Mentre frequentava l'ultimo anno alla Bristol Old Vic Theatre School, debutta al cinema nel film Incontrerai l'uomo dei tuoi sogni, scritto e diretto da Woody Allen. Nel 2011 prende parte al film Finalmente maggiorenni basato sulla serie televisiva britannica The Inbetweeners, e, sempre nello stesso anno, entra nel cast del film Underworld - Il risveglio recitando insieme a Kate Beckinsale, e anche nel sequel Underworld: Blood Wars.
Entra nel cast della prima stagione della serie britannica I fantasmi di Bedlam, ricoprendo il ruolo di Jed Harper. Nel 2013 diventa il protagonista, interpretando la parte del giovane detective in carriera Walter Clark, nella serie televisiva Golden Boy, la quale viene cancellata dopo una sola stagione.
Nella primavera del 2014 interpreta Quattro nel film tratto dal libro distopico Divergent, con regista Neil Burger, ruolo che riprenderà anche nei sequel The Divergent Series: Insurgent e The Divergent Series: Allegiant.
Nel 2015 è protagonista del film Franny accanto a Richard Gere e Dakota Fanning. Inoltre viene scelto come testimonial del profumo Boss di Hugo Boss, ricoprendo tale ruolo fino al 2018. Nel 2016 è nel cast del film Il segreto, accanto a Vanessa Redgrave e Rooney Mara; la pellicola è stata presentata in anteprima mondiale il 10 settembre 2016 al Toronto International Film Festival. Nel 2021 partecipa al doppiaggio del film d'animazione The Witcher: Nightmare of the Wolf.

## Filmografia

### Attore

#### Cinema
- Incontrerai l'uomo dei tuoi sogni (You Will Meet a Tall Dark Stranger), regia di Woody Allen (2010)
- Finalmente maggiorenni (The Inbetweeners Movie), regia di Ben Palmer (2011)
- Underworld - Il risveglio (Underworld: Awakening), regia di Måns Mårlind e Björn Stein (2012)
- The Domino Effect, regia di Paula van der Oest (2012)
- Divergent, regia di Neil Burger (2014)
- The Divergent Series: Insurgent, regia di Robert Schwentke (2015)
- Franny (The Benefactor), regia di Andrew Renzi (2015)
- The Divergent Series: Allegiant, regia di Robert Schwentke (2016)
- Crazy Dirty Cops (War on Everyone), regia di John Michael McDonagh (2016)
- Il segreto (The Secret Scripture), regia di Jim Sheridan (2016)
- Underworld: Blood Wars, regia di Anna Foerster (2016)
- Zoe, regia di Drake Doremus (2018)
- London Fields, regia di Mathew Cullen (2018)
- Giochi di potere (Backstabbing for Beginners), regia di Per Fly (2018)
- La fine (How It Ends), regia di David M. Rosenthal (2018)
- L'arte della truffa (Lying and Stealing), regia di Matt Aselton (2019)
- Archive, regia di Gavin Rothery (2020)
- Mr. Malcolm's List - La lista del signor Malcolm (Mr. Malcolm's List), regia di Emma Holly Jones (2022)
- Dual - Il clone (Dual), regia di Riley Stearns (2022)
- The Monkey, regia di Oz Perkins (2025)

#### Televisione

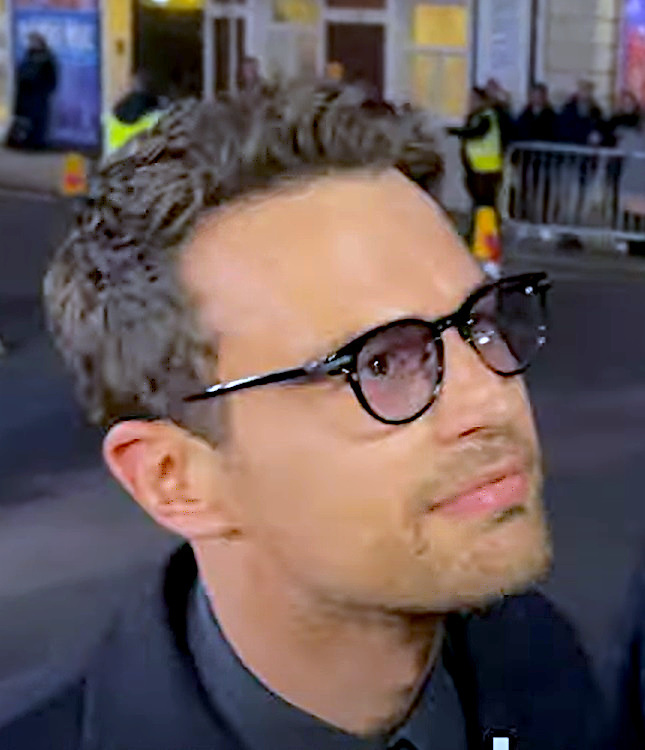
James alla première di "The Gentlemen" nel 2024

- A Passionate Woman – serie TV, 2 episodi (2010)
- Downton Abbey – serie TV, episodio 1x03 (2010)
- I fantasmi di Bedlam (Bedlam) – serie TV, 6 episodi (2011)
- Case Sensitive – serie TV, 2 episodi (2012)
- Room at the Top – miniserie TV, 2 puntate (2012)
- Golden Boy – serie TV, 13 episodi (2013)
- Sanditon – serie TV, 8 episodi (2019)
- Un amore senza tempo - The Time Traveler's Wife (The Time Traveler's Wife) – serie TV, 6 episodi (2022)
- The White Lotus – serie TV, 7 episodi (2022)
- The Gentlemen – serie TV, 8 episodi (2024 - in corso)

### Doppiaggio
- Castlevania – serie TV (2018-2021)
- Dark Crystal - La resistenza (Dark Crystal: Age of Resistance) – serie TV, 2 episodi (2019)
- The Witcher – serie TV, episodio 1x08 (2019)
- The Witcher: Nightmare of the Wolf, regia di Kwang Il Han (2021)
- X-Men '97 – serie TV (2024)

### Produttore
- Giochi di potere (Backstabbing for Beginners), regia di Per Fly (2018)
- Corsa contro il tempo - The Desperate Hour, regia di Phillip Noyce (2021)

## Teatro
- The Slippery Soapbox (2007)
- Closer (2007)
- The Importance of Being Ernest (2008)
- Aladin (2008)
- Gizmo Love (2009)
- Machinal (2009)
- Romeo & Juliet (2009)
- City of Angels (2020)

## Riconoscimenti
- Teen Choice Awards[9]
  - 2015  - Miglior bacio in un film con Shailene Woodley per The Divergent Series: Insurgent
  - 2015 - Candidatura per ilmiglior attore in un film d'azione per The Divergent Series: Insurgent
- Premio Emmy[10]
  - 2023 - Candidatura per il miglior attore non protagonista in una serie drammatica per The White Lotus

## Doppiatori italiani
Nelle versioni in italiano delle opere in cui ha recitato, Theo James è stato doppiato da:
- Gianfranco Miranda in Golden Boy, Divergent, The Divergent Series: Insurgent, Franny, The Divergent Series: Allegiant, Il segreto, Giochi di potere, Archive, Mr. Malcolm's List - La lista del signor Malcolm, The Gentlemen, The Monkey
- Marco Vivio in Downton Abbey, London Fields, La fine, The White Lotus, Un amore senza tempo - The Time Traveler's Wife
- Andrea Mete in Finalmente maggiorenni, I fantasmi di Bedlam, Sanditon
- Riccardo Rossi in Underworld - Il risveglio, Underworld: Blood Wars
- Francesco Bulckaen in Incontrerai l'uomo dei tuoi sogni
- Giuseppe Ippoliti in Crazy Dirty Cops
- Ruggero Andreozzi ne L'arte della truffa

Da doppiatore è sostituito da:
- Gianfranco Miranda in Dark Crystal - La resistenza
- Marco Vivio in The Witcher
- Andrea Checchi in The Witcher: Nightmare of the Wolf
- Stefano Crescentini in X-Men '97